# Washington (Wirginia)
Washington – miasto w Stanach Zjednoczonych, w stanie Wirginia, w hrabstwie Rappahannock.